# Where Do Broken Hearts Go
Where Do Broken Hearts Go ist ein Lied von Whitney Houston aus dem Jahr 1987, das von Frank Wildhorn und Chuck Jackson geschrieben wurde. Es erschien auf dem Album Whitney.

## Geschichte
Als Wildhorn beauftragt wurde, einen Song für Houston zu schreiben, holte dieser auch Chuck Jackson ins Boot. Jackson kam auf den Titel und Wildhorn komponierte die Melodie und vervollständigte zusätzlich den Text. Anfangs wollte Houston das Lied nicht singen, da es aus ihrer Sicht keine große Aussagekraft beinhalte. In einem Interview aus dem Jahr 2000 erinnerte sie sich, dass sie es „hasste“. Clive Davis Gründer und CEO von Arista Records, glaubte an den Erfolg ihrer Version und sie setzte es letztendlich um. In der Tat behielt Davis recht und es wurde Houstons siebter und letzter Nummer-eins-Hit in den 1980ern in den Billboard Hot 100. Die Veröffentlichung der Single war am 25. Februar 1988.

## Rezeption
Ron Wynn von Allmusic war von dem Song begeistert, während Robert Hilburn von den Los Angeles Times hingegen es als eine Ballade, die Fragen aufwirft, ohne diese auch zu beantworten beschreibt.
Bei den 15. American Music Awards am 25. Januar 1988 sowie zu Nelson Mandelas 70. Geburtstag am 18. Juli 1988 sang Houston die Ballade live. Ab 1990 wurde sie als Teil des „Love Medleys“ bei ihren Live-Konzerten aufgeführt.

## Musikvideo
Regisseur des Musikvideos war Peter Israelson. In der Handlung des Videos macht Whitney Houston mit ihrem Freund (im Clip) Schluss, denkt über die positiven Momente der Beziehung nach, stellt sich dem Titel entsprechend die Frage: Wo gehen die gebrochenen Herzen hin? Am Ende vereinen sich die beiden.
Houston wird während des gesamten Videos als Berühmtheit dargestellt. Berichten zufolge scherzte der Arista-Manager Davis, dass es sich um eine „Probeeinstellung“ handele, was sich auch auf Gerüchte auf Gehversuche einer Schauspielkarriere von Houston bezog.

## Coverversionen
- 1990: Garnett Silk & Tony Rebel
- 2003: Me First and the Gimme Gimmes